# Ignaz Abeles
Pour les articles homonymes, voir Abeles.
Ignaz Abeles naît le 4 novembre 1874 à Vysoká Libyně et meurt le 27 juillet 1942 à Vienne. Il est sportif, médecin et dirigeant autrichien.

## Biographie
Ignaz Abeles naît à Vysoká Libyně le 4 novembre 1874.
En 1918, il reçoit la croix de chevalier de l'ordre de François-Joseph.
En 1919, il épouse Margarethe Abeles née Turcsany, avec qui il a plus tard une fille.

### Médecine
À partir de 1892, il étudie la médecine à l'université allemande de Prague. Il obtient le titre de docteur en médecine en 1901. Après avoir été médecin auxiliaire à Prague, il est ensuite interne pendant trois ans à Vienne, avant d'ouvrir un cabinet pour les maladies urinaires et vénériennes dans le quartier de Währing.
Durant la première Guerre mondiale, il sert de médecin-chef et médecin de régiment.

### Football
Il se fait surtout connaître par son influence sur le développement organisationnel du football autrichien. Après avoir évolué au Deutscher Fußball-Club de Prague, il rejoint le Vienna Cricket and Football-Club, avant de s'engager à la fédération.
En tant que délégué de la Fédération autrichienne de football (Ö.F.V., puis AÖFB - Allgemeiner Österreichischer Fußballbund à partir de 1926, plus tard ÖFB - Österreichischer Fußballbund), fondée en 1904, Abeles participe avec Hugo Meisl au cinquième Congrès de la FIFA se tenant à Vienne à l'occasion du 60ème anniversaire du règne de l'empereur François-Joseph Ier. Le sujet principal est de régler la question d'une fédération tchèque indépendante, mais les Tchèques n'ont pas obtenu leur propre fédération et ont été intégrés à l'Ö.F.V..
Il est d'abord vice-président puis, à partir de 1913, président de l'association de football de Basse-Autriche (N.Oe.F.V.), fondée en 1911, qui regroupe à l'époque surtout les clubs viennois. 
Il est président de l'Ö.F.V. en 1906-1907, puis entre 1914 et 1922. Ce sont des désaccords avec la Fédération socialiste de l'Association sportive des ouvriers et des soldats (VAS) sur la question du football amateur contre le football professionnel qui le conduisent à démissionner de ses fonctions.
Après la création de l'Association viennoise de football en 1923, il en devient le premier président et le reste jusqu'à sa démission pour raisons de santé en 1927.